# San Andreas (Film)
San Andreas ist ein US-amerikanischer Katastrophenfilm des Regisseurs Brad Peyton aus dem Jahr 2015. Der Film entstand nach einer Idee von Jeremy Passmore und Andre Fabrizio. In den Hauptrollen spielen Dwayne Johnson, Carla Gugino, Alexandra Daddario und Paul Giamatti.
Der deutsche Kinostart war am 28. Mai 2015, einen Tag vor dem Kinostart in den USA.

## Handlung
Durch ein für diese Region ungewöhnlich starkes Erdbeben wird der Hoover Dam zerstört. Dabei stirbt Kim Park, der Forschungspartner des Seismologen Dr. Lawrence Hayes. Durch die Geschehnisse alarmiert, forciert Hayes seine Forschungen und gelangt zum Schluss, dass durch das Auseinanderdriften des San-Andreas-Grabens ein bisher nie dagewesenes Erdbeben Kalifornien erschüttern werde.
Der Rettungsflieger Ray Gaines wird zur Nothilfe ins Katastrophengebiet gerufen, während seine Tochter Blake sich zusammen mit dem neuen Freund seiner Exfrau, Daniel Riddick, in San Francisco aufhält. Unterdessen trifft sich Gaines’ Exfrau Emma mit der Schwester ihres Freundes in Los Angeles. Dann erschüttert das von Dr. Hayes erwartete Erdbeben die Region und zerstört nahezu alle Gebäude. Gaines kann mit Hilfe seines Helikopters seine Exfrau aus dem kollabierenden Gebäude retten, beschädigt dabei aber sein Fluggerät. Unterdessen wurde auch San Francisco getroffen. Blake und Riddick ist es nicht gelungen, rechtzeitig zu entkommen. Vielmehr ist Blake in einem Auto in einer immer weiter einstürzenden Tiefgarage eingeklemmt. Auf der Suche nach Hilfe lässt Riddick sie im Stich. Gerettet wird sie erst von den Brüdern Ben und Ollie. Den dreien gelingt es, die Eltern von Blake telefonisch zu erreichen und ihre Rettung aus dem Katastrophengebiet zu arrangieren.
Zunächst per Helikopter, später per gestohlenem Pick-up und Kleinflugzeug schaffen es Ray und Emma nach San Francisco, müssen dort aber feststellen, dass der Coit Tower, der vereinbarte Treffpunkt, in Flammen steht. Kurz darauf bebt die Erde erneut, mit 9,6 auf der Richterskala das bisher stärkste Erdbeben der Geschichte. Vor dem darauffolgenden Megatsunami, der Tausende tötet, retten sich Blake, Ben und Ollie in ein Hochhaus. Ray und Emma rasen inzwischen der Welle in einem Motorboot entgegen und schaffen es, sie zu überqueren, bevor sie bricht und die Golden Gate Bridge wegspült, auf der Riddick von einem Container erschlagen wird.
Während ihre Tochter mit dem Brüderpaar in dem nach und nach volllaufenden Hochhaus gefangen ist, machen sich Ray und Emma auf die Suche nach ihr und finden sie schließlich. Ray schafft es, die halb ertrunkene Blake aus dem Gebäude zu retten. Eine Wiederbelebung scheint zunächst gescheitert, gelingt schließlich aber doch. Die Familie ist glücklich wieder vereint, und zwischen Blake und Ben hat sich eine romantische Beziehung entwickelt, während San Francisco sich aufgrund des Erdbebens in eine Insel verwandelt hat.

## Produktion

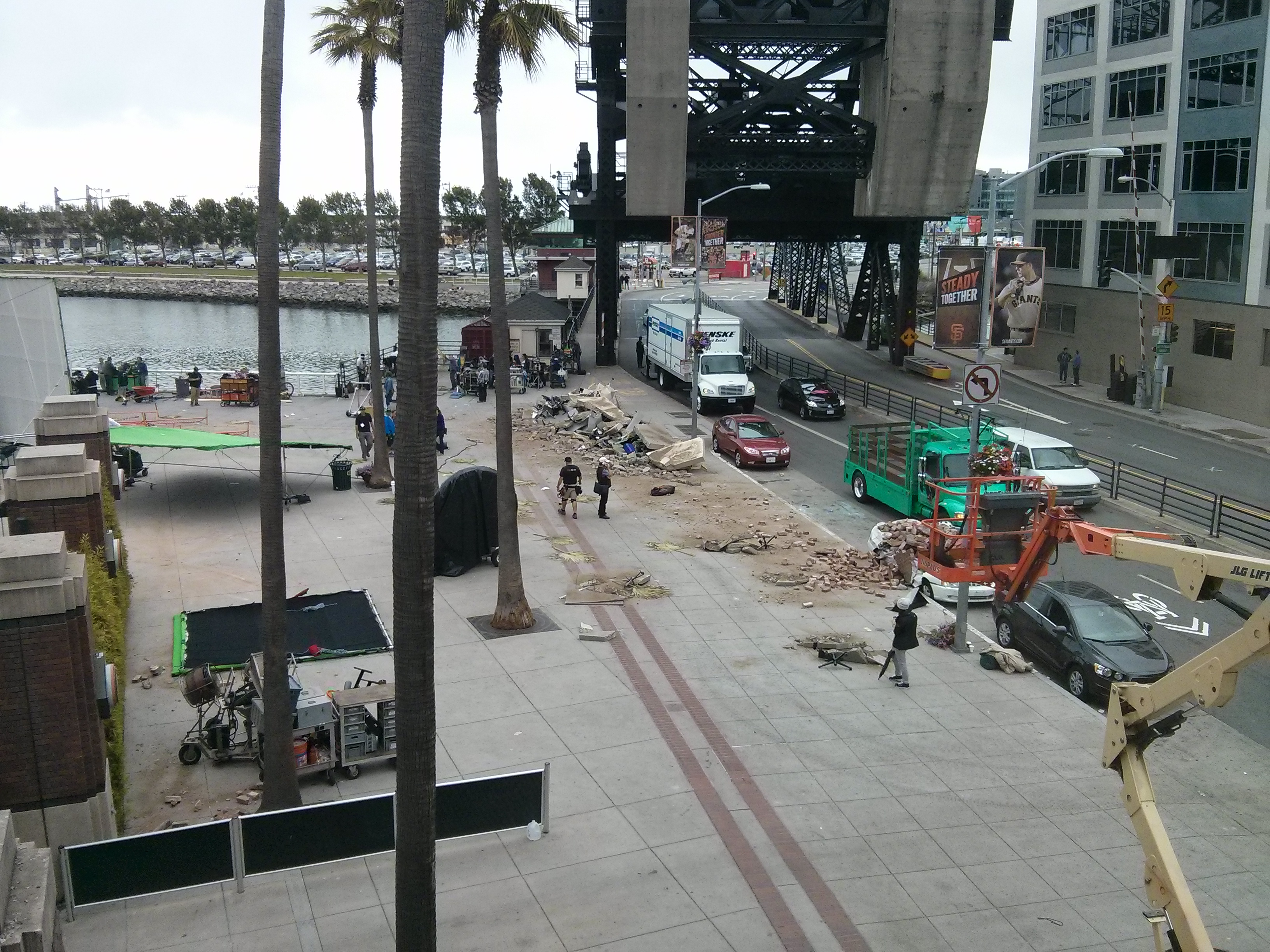
Dreharbeiten zum Film im AT&T Park

Die Planung des Films begann bereits 2011, doch trotz der eher einfachen Handlung gab es Probleme mit dem ersten Drehbuchentwurf von Jeremy Passmore und Andre Fabrizio. Aufgrund dessen wurden Allan Loeb und Carlton Cuse engagiert, um den Entwurf zu überarbeiten. Da die Produzenten auch nach der Überarbeitung nicht zufrieden waren, ließen sie das Drehbuch schließlich ein zweites Mal von Chad und Carey Hayes überarbeiten.
Johnson und Gugino arbeiten in San Andreas nach Die Jagd zum magischen Berg und Faster bereits zum dritten Mal zusammen. Regisseur Peyton inszenierte bereits Die Reise zur geheimnisvollen Insel, in welchem Johnson ebenfalls die Hauptrolle spielte.

### Marketing
Wegen des Erdbebens in Nepal kurz vor Veröffentlichung des Films gab Warner Bros. am 30. April 2015 bekannt, die Werbekampagne für den Film zu ändern. Promomaterial zu dem Film enthielt Informationen darüber, wie man den Betroffenen in Nepal helfen könne. Zusätzlich wurde eine Kampagne gestartet, die über Schutzmaßnahmen und Vorbereitungen auf Naturkatastrophen informiert. Poster und Trailer wurden hingegen nicht verändert.

## Synchronisation
Die deutschsprachige Synchronisation erfolgte durch die RC Production Kunze & Wunder nach einem Dialogbuch von Tobias Neumann unter der Dialogregie von Marius Clarén.
| - Ray: Ingo Albrecht - Emma: Victoria Sturm - Blake: Maximiliane Häcke - Ben: Amadeus Strobl - Ollie: Ben Hadad - Lawrence: Stefan Krause - Alexi: Marius Clarén - Chris Cuomo: Frank Röth - Daniel Riddick: Markus Pfeiffer - Dr. Kim Park: Timmo Niesner - Dylan: Adam Nümm | - Harrison: Matti Klemm - Herb: Fred Maire - Joby: Tim Knauer - Larissa: Anita Hopt - Marcus: Björn Schalla - Margie: Sonja Deutsch - Natalie: Jasmin Arnoldt - Phoebe: Maria Koschny - Serena: Marie Bierstedt - Susan Riddick: Katrin Zimmermann |

## Rezeption
San Andreas erhielt gemischte Kritiken. Auf Rotten Tomatoes fielen 51 % von 228 Kritiken in ihrem Urteil positiv aus, Metacritic ermittelte einen Score von 43 basierend auf 42 Kritiken. Der Filmdienst urteilte: „Routiniert inszenierter Katastrophenfilm, der das unvorstellbare Ausmaß der Ereignisse lediglich als Hintergrund für ein klischeebehaftetes, simpel konstruiertes Familienmelodram nutzt. Auch wird das Leid der Bevölkerung dramaturgisch und inszenatorisch nicht annähernd angemessen berücksichtigt.“ Die Redaktion von Cinema meinte: „Roland Emmerich hat ab jetzt in Brad Peyton einen scharfen Konkurrenten. Wie Emmerichs „The Day after Tomorrow“ oder „2012“ plündert auch B-Movie-Fabrikant Peyton („Die Reise zur geheimnisvollen Insel“) ausgiebig das Katastrophenkino der Siebziger und schraubt den digitalen Zerstörungsfaktor in ungeahnte Höhen. [...] Filme wie „San Andreas“ sollte man nicht zu ernst nehmen. Er bietet gut gemachtes Action-Entertainment, lässt kein Klischee unbedient, bleibt dabei aber durchweg spannend und konsequent in seiner Over-the-Top-Dramaturgie.“